# Equipe multidisciplinar
Uma equipe multidisciplinar é um grupo de produção intelectual, material ou de ambos, composta por integrantes que atuam em áreas diferentes, mas que se completam para o desenvolvimento de um projeto específico. Tal grupo reúne uma quantidade de disciplinas sem que cada uma perca a sua identidade, seus métodos, teorias e pressupostos, assim, fazendo com que um mesmo tema ou objeto possa ser estudado sob o enfoque de diversas disciplinas.
Normalmente, uma equipe multidisciplinar inclui funcionários de todos os níveis de uma organização. Os membros também podem vir de fora da organização (particularmente de fornecedores, principais clientes ou consultores). Pode contar, por exemplo, com o pessoal do departamento de finanças, marketing, operacional e de recursos humanos.
Essas equipes geralmente funcionam como equipes auto-dirigidas que respondem às amplas diretivas. A tomada de decisão dentro de uma equipe pode depender de consenso, e geralmente é levada por um líder da equipe.

## Características
Diz-se, por exemplo, que uma equipe é multidisciplinar quando cada profissional detém conhecimentos em áreas específicas. Cada membro da equipe contribui com o conhecimento e a prática próprias da sua área de conhecimento e aprende com as demais áreas, porém sem abandonar a sua.
Essas equipes também podem ser chamadas de equipe multifuncional, time de trabalho, coité ou célula de trabalho, que ao serem montadas levam em consideração o projeto que é proposto, assim montando uma equipe que acata inteiramente os requisitos necessários para o perfeito planejamento e desenvolvimento podendo essa equipe ser modificada ao passar do tempo e evolução do projeto para atenderem melhor.
As equipes multidisciplinares geralmente são gerenciadas pelos gestores do planejamento, este podendo ser o patrocinador do projeto ou não; costumam ser as pessoas com mais conhecimento e interesse pelo que é proposto, estabelecendo caminhos a serem percorridos e metas a serem traçadas. Seus subordinados em momento algum devem ser vistos com uma importância menor por fazerem parte de um todo onde cada um desempenha uma função primordial para o alcance do objetivo.
Contar com equipes multidisciplinares proporciona a condensação do conhecimento prático de diversos profissionais como, por exemplo, especialistas em tecnologia da informação, analistas de negócios e consultores com capacitação em redesenho de processos, e consequentemente, a organização como um todo sofre menos com as mudanças.
No ambiente empresarial, as equipes multidisciplinares são comumente utilizadas para processos de implantação de novos sistemas de gestão integrada ou para promover mudanças em algum processo do dia a dia da empresa.
O método de trabalho é eficaz, pois mantém o enfoque na solução dos problemas no sistema de forma integrada, permitindo a formação de especialistas que acrescentarão às suas próprias capacidades a aptidão para atuar como membros de equipes multidisciplinares.
O crescimento de equipes multidisciplinares auto-dirigidas tem influenciado os processos de tomada de decisão e das estruturas organizacionais. Apesar da teoria de gerenciamento desejar propor que todo tipo de estrutura organizacional necessita tomar decisões estratégicas, táticas e operacionais, novos procedimentos têm começado a surgir e que funcionam melhor com equipes.
A implantação de um deste sistema de gestão, é uma etapa complexa para uma empresa e que leva muitas vezes a mudanças organizacionais com impactos nos modelos de gestão, na arquitetura organizacional, no estilo gerencial, nos processos de negócios e, principalmente, nas pessoas.
A contratação de profissionais experientes e que tem bons conhecimentos sobre negócios é considerado um aspecto crítico, principalmente para empresas de pequeno e médio porte, pois o custo é extremamente alto, principalmente quando se trata de projetos longos e complexos.

## Aplicação
É comum encontrarmos um exemplo de equipe multidisciplinar quando analisamos a equipe hospitalar, em que encontramos diversos profissionais, incluindo aqueles que não assistem as pessoas hospitalizadas diretamente, tais como equipe de higienização, radiologista, anestesista, dentre outros. Considerando apenas a equipe multidisciplinar formada pelos profissionais que assistem diretamente os indivíduos, podem ser encontrados: médicos, enfermeiros, psicólogos, nutricionistas, assistentes sociais, fisioterapeutas, entre outros. A equipe tem sua formação centrada nas necessidades da pessoa, portanto, ela não é preorganizada. A demanda do enfermo é que fará com que os profissionais da saúde se integrem, com o propósito de satisfazer as necessidades globais da pessoa, proporcionando seu bem-estar.
Tratando-se ainda do exemplo hospitalar, um estudo identificou que um dos problemas detectados na administração de terapia nutricional em pacientes hospitalizados foram a oferta inadequada de nutrientes, as complicações infecciosas e metabólicas e o uso excessivo de nutrição parenteral. Nos estudos comparativos, a presença da equipe multidisciplinar melhorou o padrão de oferta nutricional, reduziu a incidência de complicações e os custos.
A complexidade da atenção ao adolescente se coloca como um desafio para as equipes de saúde porque não existe uma fórmula predeterminada que possa ser considerada de sucesso. Porém, diferente das outras fases da vida, pela rapidez com que os eventos ligados ao desenvolvimento ocorrem, a vinda a um serviço de saúde poderá representar uma oportunidade única para o profissional de saúde interferir em um processo que poderá vir a ser desastroso para o sujeito. Neste contexto, a atuação junto a esta clientela de equipes multidisciplinares tem sido preconizada como mais efetiva, não devendo, portanto, ser subestimada a importância do desempenho adequado de cada membro das mesmas.